# Tonkean-Makak
Der Tonkean-Makak (Macaca tonkeana) ist eine Primatenart aus der Gattung der Makaken innerhalb der Familie der Meerkatzenverwandten (Cercopithecidae). Er ist auf der zu Indonesien gehörenden Insel Sulawesi (Celebes) endemisch.

## Merkmale
Tonkean-Makaken erreichen eine Kopfrumpflänge von 58 bis 68 (Männchen) bzw. 50 bis 57 (Weibchen) Zentimeter, wozu noch ein 3 bis 7 Zentimeter langer Schwanz kommt. Ihr Gewicht variiert zwischen 10 und 12 (Männchen) bzw. 8,6 bis 10,4 (Weibchen) Kilogramm. Das Fell des Tonkean-Makaken ist dunkelgrau oder schwarz gefärbt, der hintere Teil der Oberschenkel und das Gesäß sind hellgrau. Die verlängerten Haare auf den Wangen sind hell braungrau bis gelbgrau. Das in der Regel dunkle Gesicht kann auch grau oder weißlich sein, vor allem die Region um die Augen.

## Lebensraum

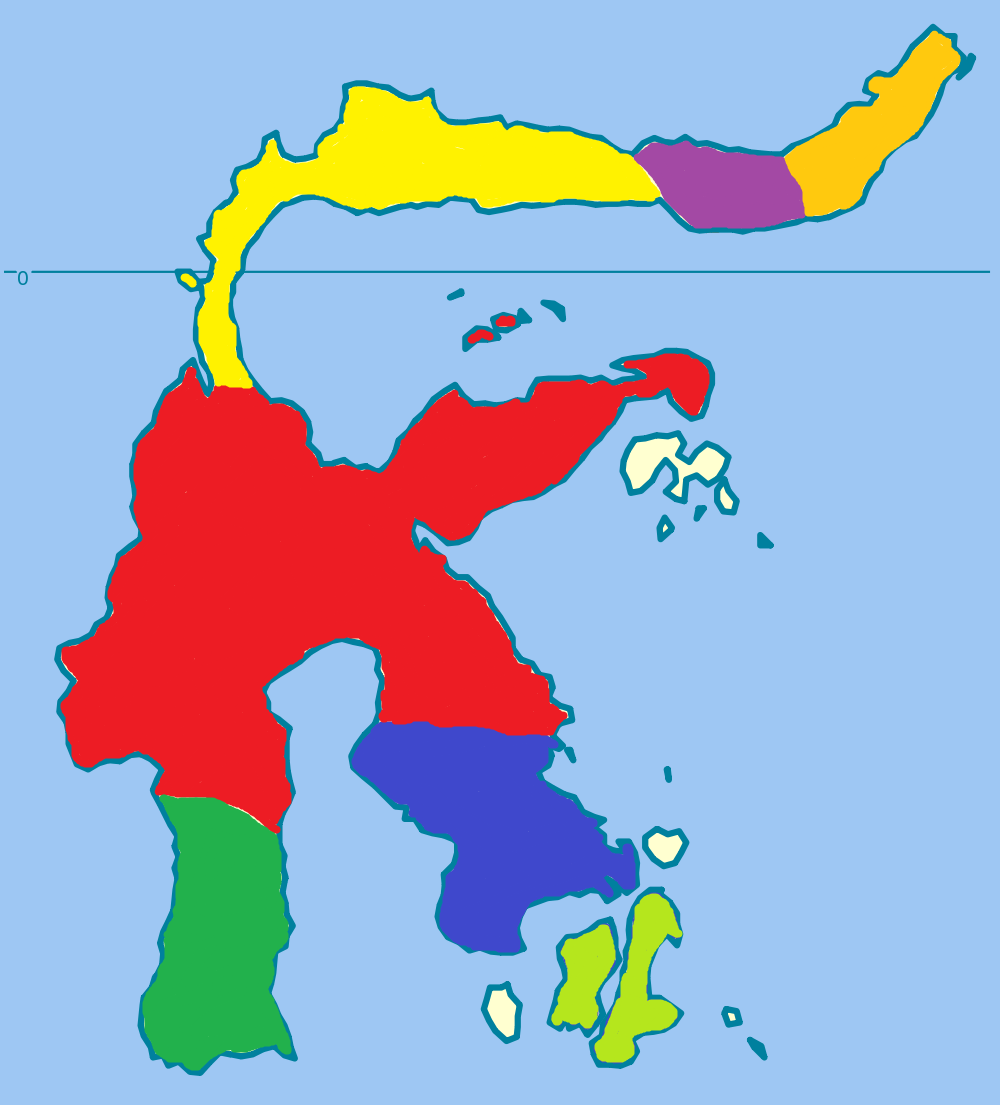
Rot das Verbreitungsgebiet des Tonkean-Makaken

Tonkean-Makaken sind im zentralen Teil und auf der östlichen Halbinsel Sulawesis sowie auf den Togianinseln beheimatet. Sie haben damit das größte Verbreitungsgebiet aller sechs Makakenarten von Sulawesi. Ihr Lebensraum sind primäre und sekundäre Regenwälder in Höhen von 400 bis 1500 und Bergwälder bis in Höhen von 2500 Metern. Im Verbreitungsgebiet der Affen leben 20 bis 67 Individuen auf einer Fläche von einem Quadratkilometer.

## Lebensweise
Diese Primaten sind tagaktiv und leben sowohl am Boden als auch in den Bäumen. Sie bilden Gruppen, die sich wie bei den meisten Makaken aus mehreren Männchen und Weibchen und dem dazugehörigen Nachwuchs zusammensetzen. Die Gruppen zählen zwischen 6 und 35 Individuen, die durchschnittliche Gruppengröße liegt bei 24 Individuen. Innerhalb der Gruppen besteht eine ausgeprägte Hierarchie sowohl bei den Weibchen als auch bei den Männchen. Weibchen bleiben in der Regel ihr Leben lang in ihrer Geburtsgruppe, während Männchen diese bei ihrer Geschlechtsreife verlassen müssen. Jede Gruppe bewohnt ein Territorium von 45 bis 145 Hektar. Die Grenzen überschneiden sich oft mit den Grenzen der Territorien benachbarter Gruppen. Bei in zoologischen Gärten gehaltenen Tonkean-Makaken wurde Werkzeuggebrauch beobachtet. So nutzten sie Zweige, um an schwer zugängliche Nahrung zu gelangen, und stellten lange Äste schräg an steile Mauern, um diese zu erklimmen.

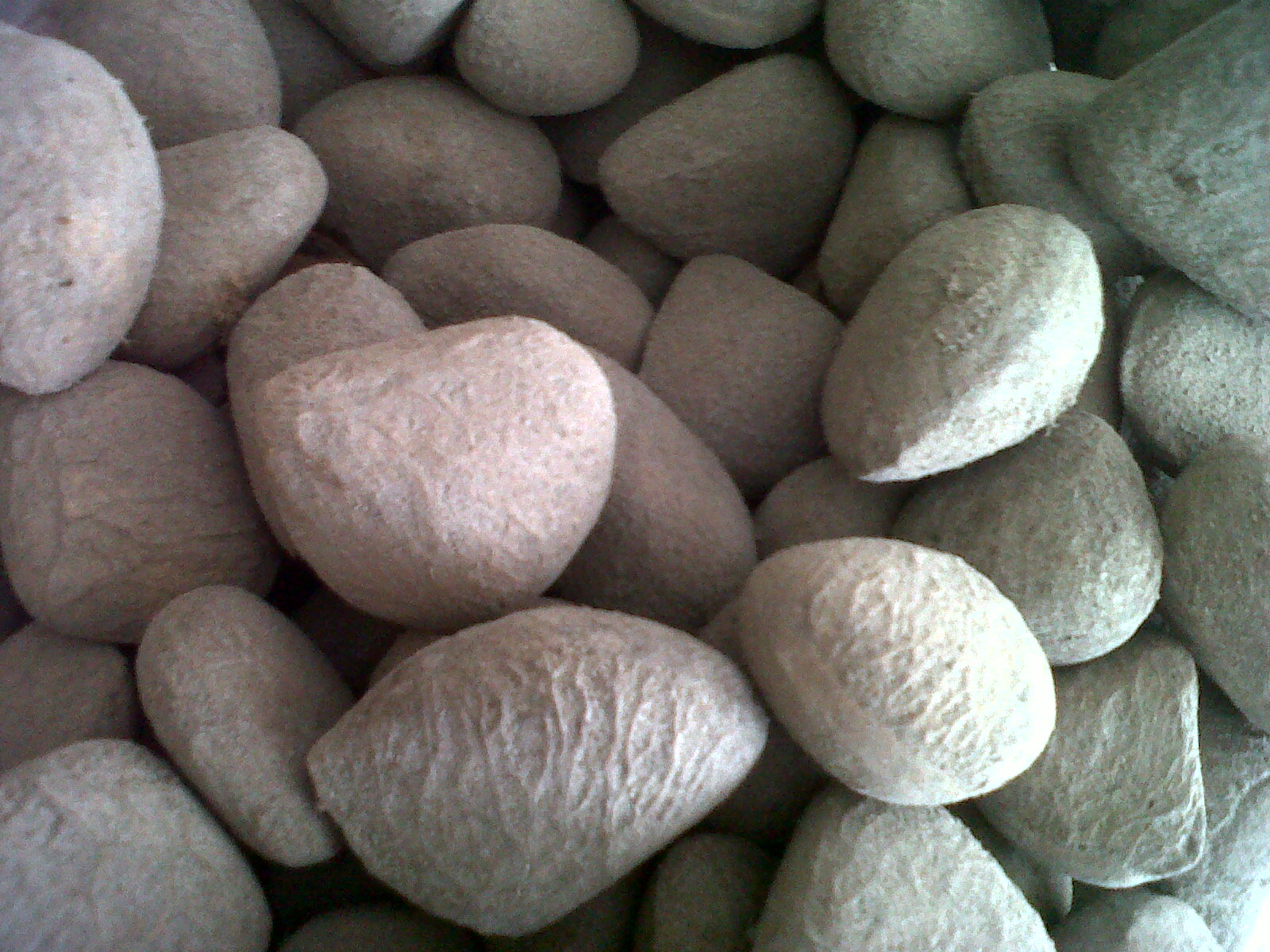
Keluak, die Frucht des Pangi-Baums (Pangium edule).

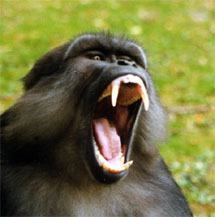
Ein Tonkean-Makak mit geöffnetem Maul.

## Ernährung
Die Nahrung der Tiere besteht vorwiegend aus reifen Früchten (70 bis 80 %), daneben nehmen sie auch junge Blätter, frische Triebe (13 bis 18 %) und Insekten zu sich. Insgesamt werden Teile von mehr als 55 Pflanzenarten gefressen. Wichtig sind Feigen und die Früchte von Brotfruchtbäumen, Schraubenbäumen und Zuckerpalmen, sowie von Pangium edule und Magnolia tsiampacca. Manchmal fallen sie auch in Plantagen ein und verzehren die Feldfrüchte, darunter Bananen, Papayas, Mais, Kakao, Süßkartoffeln und verschiedene Hülsenfrüchte. Futtersuchende Tonkean-Makaken werden oft vom Buntschnabelkuckuck (Rhamphococcyx calyorhynchus) begleitet. Die Vögel fangen die Insekten, die von den Affen aufgescheucht werden.

## Fortpflanzung
Die Fortpflanzung der Affen ist vor allem durch die Beobachtung in zoologischen Gärten erforscht worden. Weibchen werden mit einem Alter von vier bis fünf Jahren geschlechtsreif. Während ihrer Fruchtbarkeit entwickelt sich eine rosige bis rote Regelschwellung am Gesäß, die etwa 13 Tage bestehen bleibt. Bei jungen Weibchen ist sie auf die Zone zwischen Anus und Schwanzbasis beschränkt, wird bei älteren Weibchen aber zunehmend größer und auffälliger. Die Affen bekommen ein einzelnes Jungtier nach einer durchschnittlichen Tragzeit von 173 Tagen. Zwischen zwei Geburten vergeht bei freilebenden Tonkean-Makaken in der Regel ein Jahr.

## Systematik
Der Tonkean-Makak wurde 1899 durch den deutschen Naturwissenschaftler Adolf Bernhard Meyer beschrieben. An den Kontaktzonen der Verbreitungsgebiete hybridisiert er mit dem Heck-Makak (M. hecki), dem Mohrenmakak (M. maura) und dem Grauarmmakak (M. ochreata). Der Genfluss ist aber gering und auf die unmittelbare Kontaktzone beschränkt. Die Makaken östlich des Flusses Bongka und die auf den Togianinseln wurden aufgrund einer leicht abweichenden Morphometrie als eine vom Tonkean-Makak getrennte Art (Macaca togeanus) beschrieben. DNA-Analysen konnten den Status dieser Makaken als eigenständige Art jedoch nicht bestätigen.

## Gefährdung
Aufgrund der zunehmenden Zerstörung ihres Lebensraums wird die Art von der IUCN als gefährdet (Vulnerable) gelistet. Die Gesamtzahl der Tonkean-Makaken wird auf 150.000 Tiere geschätzt, der Tonkean-Makak hat damit die größte Population aller Makakenarten von Sulawesi. Er kommt in drei Schutzgebieten mit einer Gesamtfläche von 544.000 Hektar vor, darunter der Nationalpark Lore Lindu.